# La Granja de San Vicente
La Granja de San Vicente es una localidad del municipio de Torre del Bierzo, en la comarca de El Bierzo, en la provincia de León, Comunidad Autónoma de Castilla y León (España).
En ella se encuentra la estación de La Granja

## Situación
Se encuentra al E de Torre del Bierzo; al SE de Folgoso de la Ribera; al NO de Montealegre y al O de La Silva.

## Evolución demográfica
| 2000 | 2001 | 2002 | 2003 | 2004 | 2005 | 2006 | 2007 | 2008 | 2009 | 2010 | 2011 |
| 181  | 175  | 170  | 164  | 155  | 146  | 143  | 257  | 242  | 243  | 246  | 245  |

## Galería de imágenes
|                           |
| La Granja de San Vicente. |

| |
| Una unidad eléctrica múltiple de la serie 470 de Renfe Operadora en la estación de La Granja (La Granja de San Vicente). |

|                           |
| La Granja de San Vicente. |